# Cirolana fernandezmilerai
Cirolana fernandezmilerai är en kräftdjursart som beskrevs av Ortiz, Lalana och Varela 2007. Cirolana fernandezmilerai ingår i släktet Cirolana och familjen Cirolanidae.
Artens utbredningsområde är Kuba. Inga underarter finns listade i Catalogue of Life.